# Eligmodontus kanghianus
Eligmodontus kanghianus là một loài bọ cánh cứng trong họ Lucanidae. Loài này được Didier & Séguy mô tả khoa học năm 1953.